# Melanie Erasim

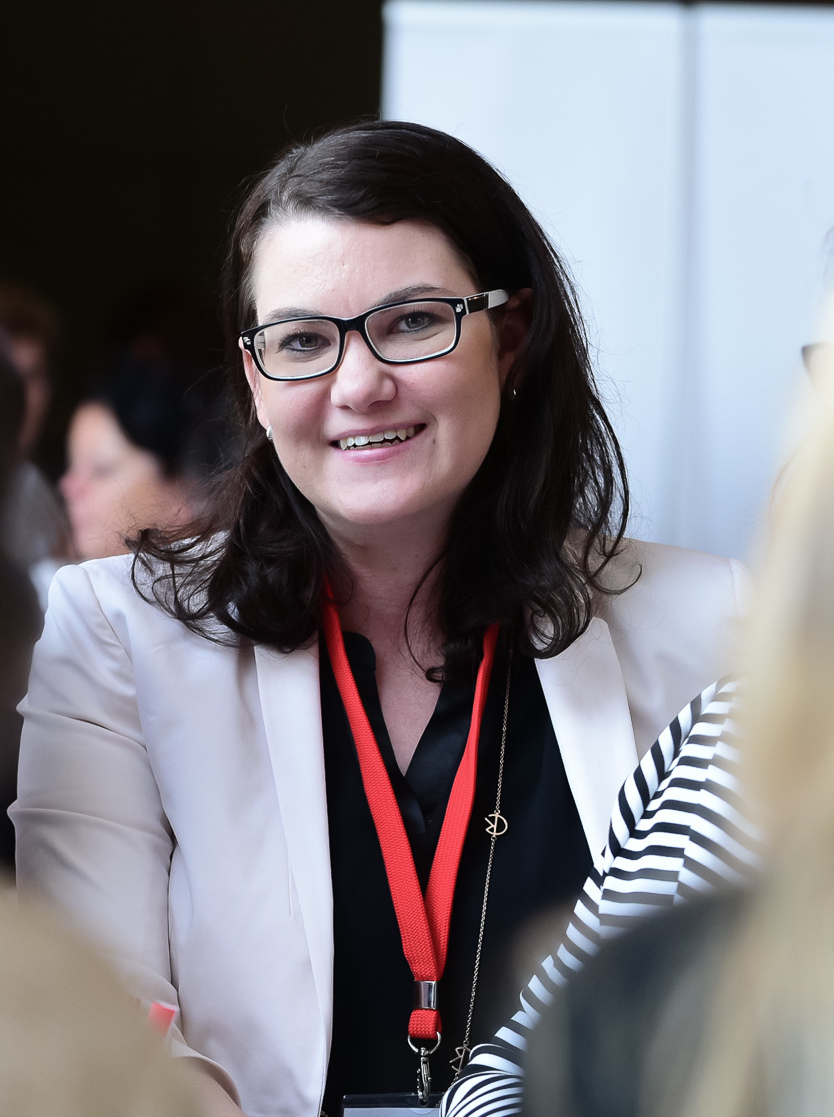
Melanie Erasim (2018)

Melanie Erasim (* 23. Jänner 1983 in Mistelbach, Niederösterreich) ist eine Politikerin der Sozialdemokratischen Partei Österreichs (SPÖ). Vom 9. November 2017 bis zum 22. Oktober 2019 vertrat sie ihre Partei im österreichischen Nationalrat, dem sie seit dem 15. April 2021 erneut angehört.

## Leben
Erasim legte die Matura im Jahr 2001 am Konrad Lorenz-Gymnasium in Gänserndorf ab und studierte anschließend zwischen 2001 und 2002 Rechtswissenschaften an der Universität Wien. Von 2007 bis 2009 studierte sie Politische Kommunikation an der Donau-Universität Krems (Master of Science). Seit 2005 ist sie parlamentarische Mitarbeiterin und Pressesprecherin. Erasim war auch für die ÖBB-Infrastruktur AG tätig. Im Jahr 2015 wurde sie zur Bezirksvorsitzenden der SPÖ Mistelbach gewählt, nachdem sie zehn Jahre lang stellvertretende Bezirksvorsitzende war. Seit 2005 ist sie auch Mitglied des Niederösterreichischen Landesparteivorstandes der SPÖ. Melanie Erasim wurde am 9. November 2017 Mitglied des Österreichischen Nationalrats. Nach der Wahl 2019 schied sie aus dem Parlament aus, zog aber im April 2021 wegen des Mandatsverzichts von Sonja Hammerschmid wieder ein. Im SPÖ-Parlamentsklub fungiert sie in der XXVII. Gesetzgebungsperiode als Sprecherin für Tourismus.
Ihr Vater Wolfram ist Bürgermeister in Rabensburg. Melanie Erasim hat zwei Kinder.